# Facepalm

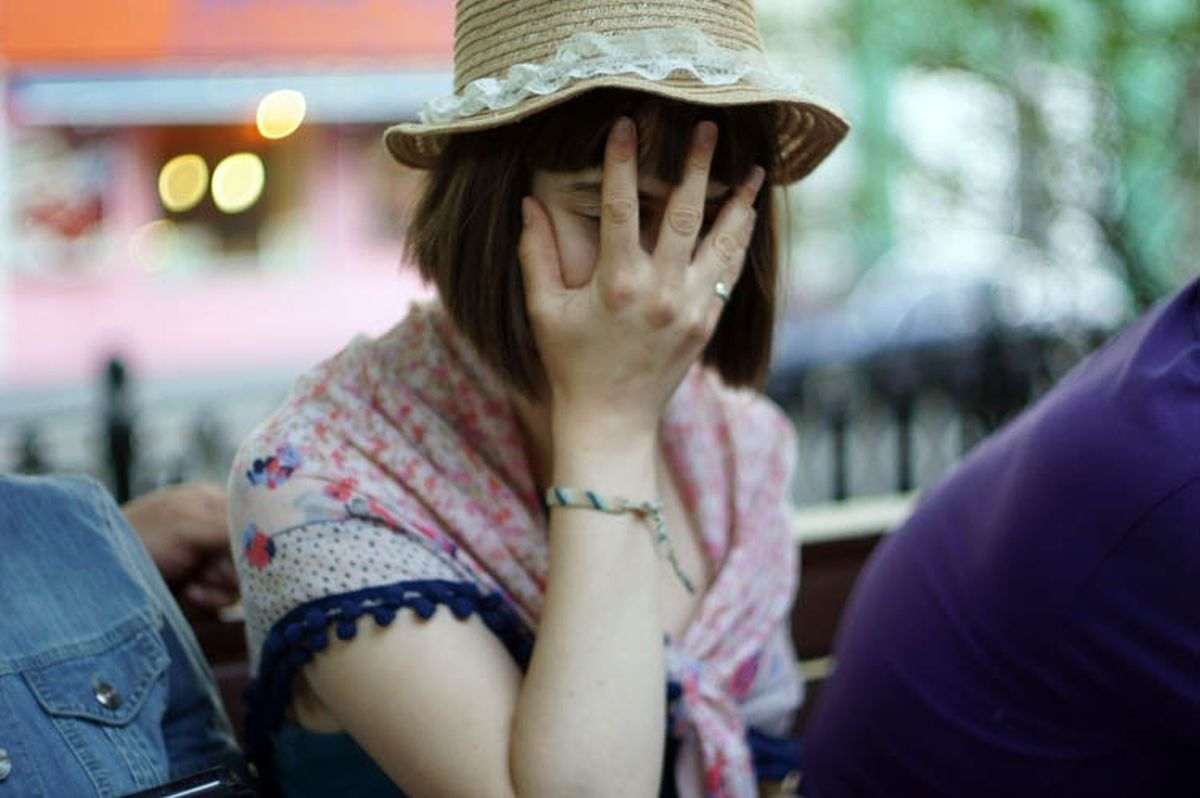
Een vrouw die een facepalm uitvoert

Een facepalm is een fysiek gebaar, waarbij met een hand delen van het gezicht bedekt worden. Met een facepalm kunnen verschillende gevoelens tot uitdrukking worden gebracht, zoals frustratie, ongeloof, schaamte, verlegenheid of walging. Dit gebaar wordt in vele culturen gebruikt en is ook gezien bij chimpansees en andere dieren, wat suggereert dat de actie even natuurlijk is als een zucht of een hoest. Bij gebrek aan een Nederlandstalig woord, wordt in het Nederlands de Engelstalige uitdrukking gebruikt.

## Internetcultuur
De facepalm werd populair als een internetmeme op basis van een afbeelding van Star Trek waarbij Captain Jean-Luc Picard de beweging uitvoert. In discussies op het internet wordt regelmatig gebruikgemaakt van een foto van een facepalm om duidelijk te maken dat de uitspraak waarnaar wordt verwezen als belachelijk of dom wordt ervaren. Inmiddels wordt de term faceplam, een veelvoorkomende spelfout, ook gebruikt om een facepalm aan te geven die het hoofd mist of van het hoofd afglijdt.
AYBABTU · Bed Intruder Song · Bert is Evil · Bielefeldcomplot · Dat Boi · facepalm · Gangnam Style · Grumpy Cat · Happy Merchant · Harlem Shake · Ice Bucket Challenge · intelligent falling · Invisible Pink Unicorn · lolcat · leisure diving · Loitumameisje · Numa Numa · Nyan Cat · Oof · Pedobear · Pepe the Frog · Planking · Rage Comics · rickroll · ROFLcopter · Serge de lama · Vliegend Spaghettimonster